# 本庄時長
本庄 時長（ほんじょう ときなが、? - 永正6年（1509年））は、戦国時代の武将。本庄房長（三河守）の子。本庄弥次郎、本庄房長（大和守）、本庄盛長、小川長資の父。本庄繁長の祖父にあたる。
揚北衆秩父党の一派本庄氏の当主。臥牛山に本庄城を築城したことで知られる。守護代の長尾為景が守護の上杉房能を倒し下克上すると、竹俣氏、色部氏と共に反抗しこれに抵抗したが、為景方の中条藤資、築地忠基らの攻撃により居城を落とされ降伏、その後に時長は本庄城の支城であった猿沢城に蟄居したが、間もなく没している。この戦いで嫡男の弥次郎を失ったために、時長の後は房長が継いでいる。